# 26282 Noahbrosch
26282 Noahbrosch este o planetă minoră (asteroid), cu un diametru de 3,623 km, din centura de asteroizi. A fost descoperită pe 16 septembrie 1998 la Stația Anderson Mesa de Lowell Observatory Near-Earth-Object Search și a fost numită după Noah Brosch⁠(d). 
Obiectul prezintă o orbită caracterizată de o semiaxă mare de 2,2116455 UAi, o excentricitate de 0,17, o înclinație de 5,38667 ° în raport cu ecliptica.